# Olympiska sommarspelen 1984
Olympiska sommarspelen 1984 var de tjugotredje moderna olympiska spelen och hölls i Los Angeles, Kalifornien i USA mellan den 28 juli och 12 augusti. Tävlingarna sågs på plats av cirka 5,0 miljoner åskådare.
Sovjetunionen initierade en bojkott bland de socialistiska staterna. Den officiella orsaken till bojkotten var att arrangörerna vägrade att lämna säkerhetsgarantier till olympiska deltagarna från Sovjetunionen och andra länder inom Warszawapakten. Många i västvärlden betraktade bojkotten som en hämnd för västbojkotten vid Moskva-OS. Trots bojkotten deltog inte mindre än 140 nationer, men bland de 14 stater som uteblev var starka idrottsnationer som Sovjetunionen, Östtyskland, Kuba, Polen, Tjeckoslovakien, Bulgarien och Ungern vilket påverkade resultatnivån i många idrottsgrenar. Rumänien var det enda större östland som valde att deltaga.

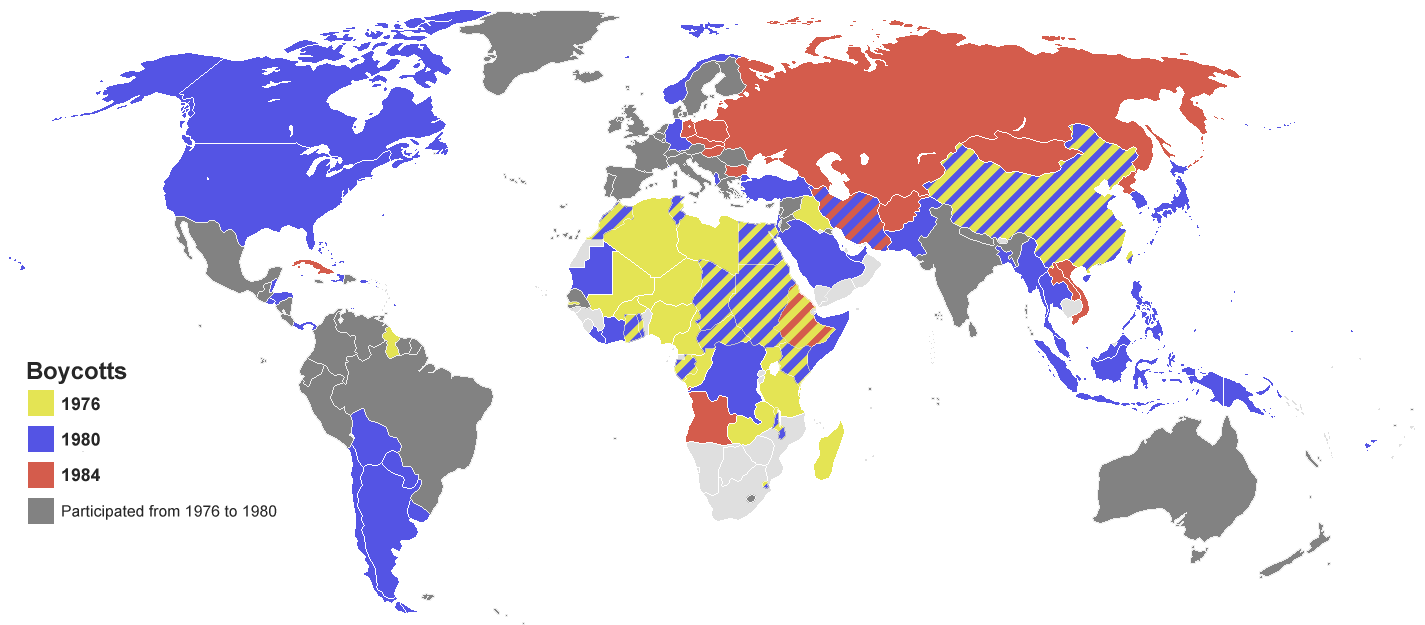
Olympiska sommarspelen var under 1970-talet och 1980-talet svårt drabbade av diverse politiska bojkotter.

## Att notera
- På invigningsdagen vann Joan Benoit, USA, det första maratonloppet för kvinnor i OS-sammanhang.
- Det första landsvägsloppet på cykel för kvinnor vanns av Connie Carpenter-Phinney, USA.
- Carl Lewis, USA, skrev in sig i historieböckerna genom att upprepa Jesse Owens bragd från sommar-OS i Berlin 1936, att erövra fyra guldmedaljer vid samma OS.
- Pertti Karppinen, Finland, segrade för tredje gången i rad i roddens singelsculler.
- Sebastian Coe, Storbritannien, blev den förste att vinna 1500 m två gånger i rad.
- Marockos Nawal El Moutawakel (guld på 400 häck) blev första kvinna från ett muslimskt land att bli olympisk mästare.
- Hans Fogh, kanadensisk bronsmedaljör i segling, solingklassen, tog sin första medalj 24 år tidigare (silver i Flying Dutchman). Då, 1960, representerade han Danmark.

## Sporter
| - Basket - Boxning - Brottning - Bågskytte - Cykling - Fotboll - Friidrott - Fäktning | - Gymnastik - Handboll - Judo - Kanot/kajak - Konstsim - Landhockey - Modern femkamp - Ridsport | - Rodd - Segling - Simhopp - Simning - Skytte - Tyngdlyftning - Vattenpolo - Volleyboll |

### Demonstrationssporter
- Baseboll
- Tennis

## Medaljfördelning
| Plac. | Land         | Guld | Silver | Brons | Totalt antal medaljer |
| ----- | ------------ | ---- | ------ | ----- | --------------------- |
| 1     | USA          | 83   | 61     | 30    | 174                   |
| 2     | Rumänien     | 20   | 16     | 17    | 53                    |
| 3     | Västtyskland | 17   | 19     | 23    | 59                    |
| 4     | Kina         | 15   | 8      | 9     | 32                    |
| 5     | Italien      | 14   | 6      | 12    | 32                    |
| 6     | Kanada       | 10   | 18     | 16    | 44                    |
| 7     | Japan        | 10   | 8      | 14    | 32                    |
| 8     | Nya Zeeland  | 8    | 1      | 2     | 11                    |
| 9     | Jugoslavien  | 7    | 4      | 7     | 18                    |
| 10    | Sydkorea     | 6    | 6      | 7     | 19                    |

## Deltagande nationer
Totalt deltog 140 länder i spelen 1984. Bahrain, Bangladesh, Bhutan, Brittiska Jungfruöarna, Djibouti, Ekvatorialguinea, Förenade Arabemiraten, Gambia, Grenada, Mauretanien, Mauritius, Nordjemen, Oman, Qatar, Rwanda, Västra Samoa, Salomonöarna och Tonga debuterade vid dessa spel. Både Folkrepubliken Kina och Taiwan som sedan 1950-talet legat i konflikt med varandra efter Kinesiska inbördeskriget deltog i spelen samtidigt för första gången. Taiwan hade tidigare gjort anspråk på att representera hela Kina under namnet Republiken Kina, men i enlighet med Nagoyaresolutionen använde de namnet KinesiskaTaipei. Taiwan bojkottade spelen 1976 och 1980 på grund av denna och Kina deltog för första gången sedan spelen 1952.
Sovjetunionen ledde en bojkott som svar mot den av USA ledda bojkotten mot spelen i Moskva fyra år tidigare. Tre länder med kommunistiskt styre deltog trots detta i spelen i Los Angeles. Jugoslavien som höll i vinterspelen tidigare samma år i Sarajevo, Folkrepubliken Kina och Rumänien. Att Rumänien som var en del av Warzawapakten trotsade Sovjetunionen och skickade en trupp ledde till ett varmt mottagande av rumänerna i Los Angeles.
| | | | |
| - Algeriet (32) - Amerikanska Jungfruöarna - Andorra (2) - Antigua och Barbuda (13) - Argentina (87) - Australien (246) - Bahamas (22) - Bahrain (1) - Bangladesh (1) - Barbados (16) - Belgien (67) - Belize - Benin (3) - Bermuda (22) - Bhutan (6) - Bolivia (12) - Botswana (17) - Brasilien (151) - Brittiska Jungfruöarna (9) - Burma (1) - Caymanöarna (8) - Centralafrikanska republiken (2) - Chile (57) - Colombia (37) - Costa Rica (28) - Cypern (10) - Danmark (63) - Djibouti (3) - Dominikanska republiken (39) - Ecuador (10) - Egypten (114) - Elfenbenskusten (12) - El Salvador (10) - Ekvatorialguinea (5) - Fiji (15) | - Filippinerna (20) - Finland (43) - Frankrike (243) - Förenade arabemiraten (7) - Gabon (4) - Gambia (7) - Ghana (23) - Grekland (51) - Grenada (7) - Guatemala - Guinea (3) - Guyana (6) - Haiti (4) - Honduras (12) - Hongkong (48) - Indien (48) - Indonesien (16) - Irak (24) - Irland (43) - Italien (305) - Island (32) - Israel (31) - Jamaica (45) - Japan (247) - Jordanien (12) - Jugoslavien (143) - Kamerun (49) - Kanada (439) - Kenya (60) - Kina (219) - Taiwan (59) - Kongo-Brazzaville (10) - Kuwait (23) - Lesotho (4) - Libanon (21) | - Liberia (9) - Liechtenstein (7) - Luxemburg (5) - Madagaskar (4) - Malawi (15) - Malaysia (21) - Mali (4) - Malta (8) - Marocko (40) - Mauretanien (4) - Mauritius (4) - Mexiko (99) - Moçambique (9) - Monaco (8) - Nederländerna (127) - Nederländska Antillerna (8) - Nepal (11) - Nicaragua (25) - Niger (3) - Nigeria (33) - Norge (104) - Nordjemen (2) - Nya Zeeland (130) - Oman (16) - Pakistan (29) - Panama (8) - Papua Nya Guinea (7) - Paraguay (4) - Peru (38) - Portugal (39) - Puerto Rico (51) - Qatar (27) - Rumänien (125) - Rwanda (3) - Salomonöarna (3) | - San Marino (19) - Saudiarabien (24) - Schweiz (129) - Senegal (24) - Seychellerna (9) - Sierra Leone (7) - Singapore (5) - Somalia (7) - Spanien (185) - Sri Lanka (4) - Storbritannien (338) - Sudan (5) - Surinam (5) - Sverige (176) - Swaziland (8) - Sydkorea (204) - Syrien (7) - Tanzania (18) - Tchad (3) - Thailand (18) - Togo (6) - Tonga (7) - Trinidad och Tobago (16) - Tunisien (23) - Turkiet (47) - Uganda (26) - Uruguay (19) - USA (615) (Värdnation) - Venezuela (26) - Västra Samoa (8) - Västtyskland (394) - Zaire (8) - Zambia (16) - Zimbabwe (16) - Österrike (102) |

### Bojkottande nationer
Sovjetunionen ledde en bojkott mot spelen 1984 som ett svar på den av USA ledda bojkotten mot spelen i Moskva 1980 som de initierade på grund av den sovjetiska invasionen av Afghanistan 1979. Fjorton länder deltog i bojkotten, de flesta var kommunistiskt styrda. Ytterligare två länder, Iran och Libyen, bojkottade spelen av politiska skäl, men var inte en del av den sovjetiska bojkotten.
Följande 16 länder deltog inte i spelen 1984.
|                                                                             | |  |  |
| - Afghanistan - Angola - Bulgarien - Etiopien - Iran - Kuba - Laos - Libyen | - Mongoliet - Nordkorea - Polen - Sovjetunionen - Tjeckoslovakien - Ungern - Vietnam - Östtyskland |  |  |